# Сергий (Смирнов, Иван Андреевич)
Игумен Сергий (в миру Иван Андреевич Смирнов; ум. 12 (25) декабря 1908, Москва) — священнослужитель Русской православной церкви, игумен, настоятель Московского Никольского единоверческого монастыря.

## Биография
12 июля 1888 года поступил послушником в Московский Никольский единоверческий монастырь.
Со дня своего поступления в Монастырь был назначен помощником заведующего книжным складом миссионерского Братства святого Петра Митрополита, неся это послушание до середины 1896 года. В эти восемь лет он один, совершенно безвозмездно, нёс на себе тяжелую работу по упаковке и рассылке братских изданий, которые расходились тогда по 20 и 30 тысяч экземпляров в год.
Отец Сергий долгое время был в близких отношениях с бывшим настоятелем монастыря покойным архимандритом Павлом, и унаследовал от него простоту обращения с кем бы то ни было, горячую любовь к заблудшим братьям старообрядцам, глубокое смирение и незлобие. И с Братством св. Петра Митрополита, согласно желанно отца Павла, он не только сам состоял в самых тесных отношениях, но свято охранял ту чисто родственную связь, какая издавна сложилась у этого миссионерского учреждения с миссионерским Никольским монастырём.
15 июня 1896 года был назначен настоятелем Московского Никольского единоверческого монастыря.
После чего был избран помощником казначея Братства св. Петра и с тех пор до самой своей кончины вёл все денежные дела Братства со свойственною ему аккуратностью и честностью. В 1905 году Братство св. Петра избрало его своим почётными членом и он был введён в Совет Братства.
Игумен Сергий немало потрудился для миссионерского дела. Со времени своего назначения настоятелем монастыря он всегда был наблюдателем происходящих в летние месяцы в Никольском монастыре собеседований со старообрядцами и заведовал принадлежащей монастырю Хлудовской библиотекой, причём всегда был готов принять всех желающих заниматься в библиотеке или ознакомиться с её редкостными книгами. Из записей в библиотечной книге видно, что нередко бывало, когда интересующиеся библиотекой проживали в монастыре, благодаря доброте и гостеприимству его игумена, по неделе или две, изучая сокровища библиотеки и бесплатно пользуясь монастырским пропитанием. В этом случае, как и во всех других подобных случаях, отец Сергий являлся твёрдым хранителем традиций своего учителя и наставника покойного архимандрита Павла.
6 декабря 1908 года, в престольный монастырский праздник святителя Николая Мирликийского он служил все церковные службы, и в этот же день почувствовал общее недомогание, которое затем стало все усиливаться. Будучи глубоко верующим, он обратился к Небесному Врачу душ и телес и двукратно сподобился Причаститься Святых Христовых тайн. 12 декабря отец Сергий призвал братию монастыря, чтобы совершить над ним таинство Елеосвящения, и в начале пения канона игумен Сергий тихо отошёл в вечность.
На следующий день после кончины игумена Сергия у его гроба была совершена панихида председателем Братства преосвященным Анастасием в сослужении с благочинным Московских монастырей, Златоустовским архимандритом Алипием, товарищем председателя Братства, протоиереем С. Марковым, епархиальным миссионером священником И. Полянским, единоверческим и монастырским духовенством. В день погребения Божественную Литургию и отпевание совершали также преосвященный Анастасий с сонмом многочисленного, свыше 20 человек, духовенства — православного и единоверческого.
Погребён игумен Серия был за Никольским алтарём Соборного храма, по близости от могил архимандрита Павла и Н. И. Субботина. Его могила стала третьей могилою членов Братства св. Петра Митрополита в Никольском единоверческом монастыре. И над тремя этими могилами находящимися поблизости — игумена Серия, архимандрита Павла и профессора Н. И. Субботина, в дальнейшем была сооружена единая часовня по заказу, проекту и на средства Братства св. Петра Митрополита.